# The Social Pirate
The Social Pirate è un film muto del 1919 diretto da Dell Henderson e interpretato da June Elvidge.

## Produzione
Il film fu prodotto dalla World Film.

## Distribuzione
Il copyright del film, richiesto dalla World Film Corp., fu registrato il 14 maggio 1919 con il numero LU13729.
Distribuito dalla World Film, il film uscì nelle sale cinematografiche statunitensi il 19 maggio 1919.